# Esther Réthy
Esther Réthy (Budapest, 22 ottobre 1912 – Vienna, 28 gennaio 2004) è stata un soprano ungherese.

## Biografia
Esther Réthy è stata un soprano ungherese che ha avuto una grande carriera in Europa dal 1934 fino al 1968. Ella è stata soprattutto un'artista principale dello Staatsoper di Vienna per oltre un decennio ed è stata frequentemente al Festival di Salisburgo. La Réthy aveva un vasto repertorio operistico che comprendeva opere in francese, tedesco, italiano, ceco ed ungherese. L'ultima parte della sua carriera è stata dedicata principalmente all'esecuzione dell'operetta tedesca presso la Wiener Volksoper. Lei è stata una donna molto bella e molto ammirata come Angele in Der Opernball di Richard Heuberger.
Nata a Budapest, la Réthy ha studiato canto con Magda Rigó nella sua città natale ed a Vienna. Nel 1934 ha fatto il suo debutto operistico professionale al Teatro dell'Opera di Budapest come Shepherd in Tannhäuser (opera) rimanendo in quel teatro per i successivi tre anni, attirando particolarmente consensi come Micaëla in Carmen (opera) ed apparendo anche come artista ospite in una serie di teatri d'opera dell'Europa centrale.
Nel 1937 la Réthy è diventata un'artista principale del Wiener Staatsoper, dove ha cantato fino al 1961. Lei ha fatto la sua prima apparizione in quel teatro come Sophie in Der Rosenkavalier diretta da Hans Knappertsbusch con Lotte Lehmann poi Drei Engelstimmen/Ighino in Palestrina (opera) diretta da Bruno Walter con Anton Dermota, Thekla in Wallenstein di Jaromír Weinberger e Micaëla in Carmen (41 recite fino al 1955) diretta da Walter, nel 1938 Jitka (Jutta) in Dalibor (opera), 1. Blumenmädchen/2. Gruppe in Parsifal (opera), Lauretta in Gianni Schicchi, nel 1940 Euridice in Orfeo ed Euridice (Gluck), Lisa ne Il paese del sorriso diretta da Anton Paulik, nel 1941 Idamante in Idomeneo (opera) e la protagonista in Rodelinda (opera) con Erich Kunz, nel 1942 canta in Carmina Burana (Orff) ed Isabella in Christopher Columbus di Jacques Offenbach, nel 1943 Gabriele in Wiener Blut (operetta) (77 recite fino al 1955) diretta da Paulik e Zdenka in Arabella (opera) con Alda Noni, nel 1944 Rosalinde in Die Fledermaus diretta da Paulik, nel 1946 Doris in Das Werbekleid di Franz Salmhofer con Sena Jurinac, nel 1947 Dorota in Schwanda, der Dudelsackpfeifer di Jaromír Weinberger diretta da Erich Leinsdorf con Julius Patzak, Eurydike in Orphée aux Enfers (41 recite fino al 1948) con Max Lorenz (cantante), Susanna ne Le nozze di Figaro e Madame Robin in Die kleine Zauberflöte di Offenbach diretta da Paulik, nel 1948 Marguerite in Faust (46 recite fino al 1955) diretta da Otto Ackermann cantata anche con Jussi Björling nel ruolo del titolo e Pamina in Die Zauberflöte con Wilma Lipp, nel 1949 Nedda (Colombina) in Pagliacci (opera) e Leila in Tausend und eine Nacht diretta da Paulik, nel 1950 Frau Fluth in Die lustigen Weiber von Windsor di Otto Nicolai, Marzelline in Fidelio diretta da Clemens Krauss, Paratzja in Der Jahrmarkt von Sorótschintzi di Modest Petrovič Musorgskij e Contessa Carlotta von Santa Croce in Gasparone di Karl Millöcker diretta da Paulik, nel 1951 Baronin Freimann in Der Wildschütz di Albert Lortzing con Walter Berry e Fiammetta in Boccaccio di Franz von Suppé diretta da Paulik, nel 1952 Angèle in Der Opernball di Richard Heuberger diretta da Paulik ed Europa in Die Liebe der Danae di Richard Strauss, nel 1953 la Contessa Almaviva ne Le nozze di Figaro, Des Bauern Tochter in Die Kluge ed Hanna Glawari in Die lustige Witwe diretta da Paulik, nel 1954 Angèle Didier in Der Graf von Luxemburg diretta da Paulik e Die Frau des Gerichtsdieners/Frl. Bürstner in Der Prozess di Gottfried von Einem e nel 1955 Helena ne La Belle Hélène. I suoi altri ruoli viennesi sono stati Agathe in Der Freischütz,  Alice Ford in Falstaff (Verdi), Desdemona in Otello (Verdi), Eva in Die Meistersinger von Nürnberg, Marenka ne La sposa venduta, Micaela, Mimì ne La bohème e Violetta Valéry ne La traviata.
Cantando in Vienna, la Réthy era attiva come artista ospite con molti teatri d'opera europei. 
Cantò frequentemente al Teatro dell'Opera di Budapest ed è apparsa spesso come ospite all'Opera di Stato della Baviera, allo Staatsoper Unter den Linden ed al Semperoper sotto direttori quali Karl Böhm, Victor de Sabata, Wilhelm Furtwängler, Hans Knappertsbusch, Clemens Krauss e Josef Krips. È diventata famosa a livello internazionale attraverso le sue molte apparizioni al Festival di Salisburgo dove ha cantato Susanna ne Le nozze di Figaro (1937-1939 con Mariano Stabile (cantante), Ezio Pinza come Figaro, Gino Del Signore e Giuseppe Nessi), Sophie in Der Rosenkavalier (1937-1939) diretta da Karl Böhm con i Wiener Philharmoniker, in concerto diretta da Franz Lehár (1940), canta nella Sinfonia n. 9 (Beethoven) (1941), Donna Elvira in Don Giovanni (opera) diretta da Wilhelm Furtwängler con Tito Gobbi e Josef Greindl (1950) e nella prima esecuzione pubblica come Europa di Die Liebe der Danae di Richard Strauss (1952).
Dopo la seconda guerra mondiale, la Réthy divenne una cantante altamente apprezzata nelle operette, a partire da una rappresentazione trionfante come Rosalinde in Die Fledermaus sotto la direzione di Herbert von Karajan a Vienna. Dal 1948 ha cantato spesso alla Wiener Volksoper nelle operette di Emmerich Kálmán, Franz Lehár e Strauss. Le sue prime esibizioni nel teatro sono state come Annina in Eine Nacht in Venedig (operetta) e Saffi in Der Zigeunerbaron. Il suo repertorio nell'operetta crebbe fino a includere Angèle Didier in Der Graf von Luxemburg, Angele in Der Opernball, Fiammetta in Boccaccio, Gabriele in Wiener Blut (operetta), Hanna Glawari in Die lustige Witwe e Laura in Der Bettelstudent.
Nel 1958 è stata insignita dell'Ordine al merito della Repubblica austriaca.
La Réthy si ritirò dalle scene nel 1968, dopo di che si è impegnata ad insegnare canto a Vienna. Lei morì all'età di 91 anni nel 2004. È stata sposata prima con Anton Paulik e poi con il dottor Vincent Imre. Suo figlio Laszló Imre è diventato un conduttore di successo.

## Discografia
- Kálmán: Arizona Lady - Esther Rethy/Benno Kusche/Willy Hofmann/Brigitte Mira/Herbert E. Groh/Ernst F. Ferbringer/Fritz Rasp/Radio Bavaria Orchestra/Werner Schmidt Boelcke, 1954 Classical Moments
- Lehár: Paganini - Das grosse Wiener Rundfunkorchester/Franz Lehar/Ester Rethy/Georg Oeggl, The Art Of Singing
- Millocker: Der Bettelstudent (Vienna Volksoper 1955) - Rosette Anday/August Jaresch/Franz Bierbach/Rudolf Christ/Kurt Preger/Ester Rethy/Anton Paulik/Wilma Lipp/Vienna Volksoper Orchestra & Chorus/Eberhard Waechter/Karl Doench/Richard Sallaba/Erich Kaufmann, Naxos
- Mozart: The Marriage of Figaro (1937) - Vienna State Opera Chorus/Vienna Philharmonic Orchestra/Dora Komarek/Ester Rethy/Bruno Walter/Angelica Cravcenco/Jarmila Novotná/Victor Madin/Aulikki Rautavaara/Mariano Stabile (cantante)/Giuseppe Nessi/William Wernigk/Ezio Pinza/Virgilio Lazzari, IDIS
- Strauss II: Eine Nacht in Venedig (Vienna State Opera 1951) - Alfred Jerger/Kurt Preger/Ester Rethy/Anton Paulik/Vienna Philharmonic Orchestra/Bregenz Festival Chorus/Ruthilde Boesch/Karl Friedrich/Hugo Mayer-Gansbacher/Maria Schober, Naxos